# Brada strelzovi
Brada strelzovi är en ringmaskart som beskrevs av Jirkov och Filippova in Jirkov 200. Brada strelzovi ingår i släktet Brada och familjen Flabelligeridae. Inga underarter finns listade i Catalogue of Life.